# Nederlandse kampioenschappen schaatsen afstanden 2004 - 1500 meter vrouwen
De Nederlandse kampioenschappen schaatsen afstanden 2004 - 1500 meter vrouwen worden gehouden in november 2003 in Thialf in Heerenveen. 
Titelverdedigster is Renate Groenewold die de titel pakte tijdens de Nederlandse kampioenschappen schaatsen afstanden 2003

## Uitslag
| #      | Schaatser            | Tijd    |
| ------ | -------------------- | ------- |
| Goud   | Annamarie Thomas     | 2.00,72 |
| Zilver | Marja Vis            | 2.00,93 |
| Brons  | Marianne Timmer      | 2.01,42 |
| 4      | Renate Groenewold    | 2.01,94 |
| 5      | Sandra 't Hart       | 2.02,12 |
| 6      | Willeke van Benthem  | 2.02,26 |
| 7      | Wieteke Cramer       | 2.02,78 |
| 8      | Elma de Vries        | 2.02,95 |
| 9      | Ireen Wüst           | 2.03,17 |
| 10     | Gretha Smit          | 2.03,26 |
| 11     | Martine Oosting      | 2.03,28 |
| 12     | Barbara de Loor      | 2.03,52 |
| 13     | Mireille Reitsma     | 2.03,70 |
| 14     | Paulien van Deutekom | 2.04,22 |
| 15     | Els Murris           | 2.04,38 |
| 16     | Jorien Voorhuis      | 2.04,81 |
| 17     | Mariska Huisman      | 2.04,86 |
| 18     | Moniek Kleinsman     | 2.04,88 |
| 19     | Helen van Goozen     | 2.06,31 |
| 20     | Janneke Winkel       | 2.07,88 |

1987 · 
1988 · 
1989 · 
1990 · 
1991 · 
1992 · 
1993 · 
1994 · 
1995 · 
1996 · 
1997 · 
1998 · 
1999 · 
2000 · 
2001 · 
2002 · 
2003 · 
2004 · 
2005 · 
2006 · 
2007 · 
2008 · 
2009 · 
2010 · 
2011 · 
2012 · 
2013 · 
2014 · 
2015 · 
2016 · 
2017 · 
2018 · 
2019 · 
2020 · 
2021 · 
2022 · 
2023 · 
2024 · 
2025